# Como Calcio 1993-1994
Questa voce raccoglie le informazioni riguardanti il Como Calcio nelle competizioni ufficiali della stagione 1993-1994.

## Stagione
Nella stagione 1993-1994 dopo essersi classificati al quinto posto nel girone A del campionato di Serie C1, i lariani allenati da questa stagione da Marco Tardelli hanno ottenuto l'accesso ai play-off per la promozione in Serie B: qui hanno superato il Mantova nella doppia semifinale, e la SPAL nella finale disputata 19 giugno 1994 sul campo neutro del Bentegodi di Verona (2-1), tornando così dopo quattro anni tra i cadetti, sono saliti in Serie B con il Chievo Verona che a sorpresa ha vinto il campionato, le blasonate Bologna s Spal sono rimaste in Serie C1. Da questa stagione nei campionati di Serie C vi sono due grosse novità, la vittoria assegna 3 punti in luogo dei 2 punti da sempre assegnati in precedenza, e vengono introdotti Playoff e Playout. Nelle altre competizioni stagionali, in Coppa Italia il Como è uscito al primo turno nella primo turno contro i corregionali del Brescia, formazione di Serie B, mentre in Coppa Italia Serie C gli uomini di Tardelli entrano in scena nei sedicesimi e sono arrivati ai quarti di finale, eliminando in sequenza Solbiatese e Lecco prima di arrendersi dinanzi al Montevarchi.

## Rosa
| N. |                   | Ruolo | Calciatore            |
| -- | ----------------- | ----- | --------------------- |
|    | Italia (bandiera) | P     | Carlo Cudicini        |
|    | Italia (bandiera) | P     | Maurizio Franzone     |
|    | Italia (bandiera) | P     | Andrea Spreafico      |
|    | Italia (bandiera) | D     | Massimiliano Anastasi |
|    | Italia (bandiera) | D     | Paolo Annoni          |
|    | Italia (bandiera) | D     | Paolo Bravo           |
|    | Italia (bandiera) | D     | Alessandro Dozio      |
|    | Italia (bandiera) | D     | Giacomo Gattuso       |
|    | Italia (bandiera) | D     | Mario Manzo           |
|    | Italia (bandiera) | D     | Luigi Sala            |
|    | Italia (bandiera) | D     | Giuseppe Zappella     |
|    | Italia (bandiera) | C     | Riccardo Albertin     |
|    | Italia (bandiera) | C     | Cristian Boscolo      |
|    | Italia (bandiera) | C     | Mauro Bressan         |

| N. |                   | Ruolo | Calciatore            |
| -- | ----------------- | ----- | --------------------- |
|    | Italia (bandiera) | C     | Fabrizio Catelli      |
|    | Italia (bandiera) | C     | Mattia Collauto       |
|    | Italia (bandiera) | C     | Alberto Colombo       |
|    | Italia (bandiera) | C     | Oreste Didonè         |
|    | Italia (bandiera) | C     | Massimiliano Ferrigno |
|    | Italia (bandiera) | C     | Fabrizio Gargioni     |
|    | Italia (bandiera) | C     | Achille Mazzoleni     |
|    | Italia (bandiera) | C     | Pietro Parente        |
|    | Italia (bandiera) | C     | Claudio Rusconi       |
|    | Italia (bandiera) | A     | Davide Dionigi        |
|    | Italia (bandiera) | A     | Firmino Elia          |
|    | Italia (bandiera) | A     | Walter Mirabelli      |
|    | Italia (bandiera) | A     | William Tagliabue     |

## Risultati

### Serie C1

#### Girone di andata
| Arbitro: | L. Branzoni (Pavia) |

|  |           |               |
|  | Marcatori | 31’ Mirabelli |

| Arbitro: | Pisacreta (Salerno) |

|                        |           |  |
| Collauto 63’ Manzo 89’ | Marcatori |  |

| Arbitro: | Rossi (Ciampino) |

|                                         |           |             |
| Mezzini 10’ G. Bizzarri 60’, 72’ (rig.) | Marcatori | 13’ Parente |

| Arbitro: | Santoruvo (Bari) |

|               |           |  |
| Mirabelli 29’ | Marcatori |  |

| Arbitro: | D'Errico (Frattamaggiore) |

|                                          |           |                         |
| C. Fermanelli 14’ (rig.), 80’ Siroti 59’ | Marcatori | 20’ Catelli 43’ Parente |

| Arbitro: | Serena (Bassano del Grappa) |

|                         |           |                           |
| Dionigi 4’ Collauto 16’ | Marcatori | 11’ Giannoni 85’ Califano |

| Arbitro: | D. Messina (Bergamo) |

|                   |           |             |
| Martini 4’ (rig.) | Marcatori | 35’ Dionigi |

| Arbitro: | De Santis (Tivoli) |

|              |           |           |
| Casonato 70’ | Marcatori | 55’ Manzo |

| Arbitro: | De Prisco (Nocera Inferiore) |

|             |           |  |
| Dionigi 18’ | Marcatori |  |

| La Spezia 14 novembre 1993 10ª giornata | Spezia               | 0 – 0 | Como | Stadio Alberto Picco\| Arbitro: \| Calabrese (Avezzano) \| |
| Arbitro:                                | Calabrese (Avezzano) |       |      |                                                            |

| Arbitro: | Ruggiero (Nocera Inferiore) |

|                         |           |  |
| Parente 51’ Dionigi 91’ | Marcatori |  |

| Arbitro: | Piretti (Ravenna) |

|            |           |  |
| Rinino 42’ | Marcatori |  |

| Arbitro: | Strazzera (Trapani) |

|  |           |                 |
|  | Marcatori | 12’ Salvalaggio |

| Arbitro: | Gronda (Genova) |

|                                 |           |             |
| Turcheschi 42’ Nitti 93’ (rig.) | Marcatori | 83’ Dionigi |

| Arbitro: | Farina (Novi Ligure) |

|                      |           |  |
| Mirabelli 69’ (rig.) | Marcatori |  |

| Arbitro: | Misticoni (Ascoli Piceno) |

|               |           |               |
| De Cresce 76’ | Marcatori | 44’ Mirabelli |

| Como 16 gennaio 1994 17ª giornata | Como               | 0 – 0 | Leffe | Stadio Giuseppe Sinigaglia\| Arbitro: \| Gambino (Barletta) \| |
| Arbitro:                          | Gambino (Barletta) |       |       |                                                                |

#### Girone di ritorno
| Arbitro: | Pizzini (Verona) |

|                       |           |  |
| Dionigi 63’ Manzo 85’ | Marcatori |  |

| Fiorenzuola d'Arda 30 gennaio 1994 19ª giornata | Fiorenzuola          | 0 – 0 | Como | Stadio Comunale\| Arbitro: \| Daneluzzi (Latisana) \| |
| Arbitro:                                        | Daneluzzi (Latisana) |       |      |                                                       |

| Arbitro: | G. Bizzotto (Castelfranco Veneto) |

|               |           |                                    |
| Mirabelli 53’ | Marcatori | 49’ G. Bizzarri 77’ (aut.) Boscolo |

| Arbitro: | Dagnello (Trieste) |

|            |           |                                     |
| Ghezzi 83’ | Marcatori | 61’, 64’, 67’ Mirabelli 66’ Dionigi |

| Arbitro: | Cardella (Torre del Greco) |

|                      |           |  |
| Mirabelli 60’ (rig.) | Marcatori |  |

| Arbitro: | De Prisco (Nocera Inferiore) |

|              |           |             |
| Califano 14’ | Marcatori | 71’ Dionigi |

| Arbitro: | De Santis (Tivoli) |

|  |           |          |
|  | Marcatori | 71’ Pasa |

| Arbitro: | Gregoroni (Napoli) |

|                                     |           |                 |
| Gattuso 49’ Bressan 75’ Catelli 81’ | Marcatori | 13’, 69’ Caruso |

| Arbitro: | Ercolino (Cassino) |

|  |           |             |
|  | Marcatori | 33’ Bressan |

| Arbitro: | Ruggiero (Nocera Inferiore) |

|                                                    |           |  |
| Dionigi 5’, 7’ Manzo 33’ Mirabelli 79’ Parente 88’ | Marcatori |  |

| Arbitro: | Longo (Paola) |

|                      |           |  |
| Nardi 2’ Lorenzo 65’ | Marcatori |  |

| Arbitro: | Misticoni (Ascoli Piceno) |

|             |           |             |
| Dionigi 62’ | Marcatori | 63’ R. Gori |

| Arbitro: | Santoruvo (Bari) |

|                                                   |           |                                               |
| Vergassola 45’ Superbi 49’, 60’ F. Fermanelli 82’ | Marcatori | 4’ (aut.) Ferrario 29’ Manzo 73’, 78’ Dionigi |

| Arbitro: | Pola (Rovereto) |

|             |           |  |
| Dionigi 21’ | Marcatori |  |

| Arbitro: | Freddi (Sassari) |

|                      |           |             |
| Olivari 9’ Falco 78’ | Marcatori | 87’ Bressan |

| Arbitro: | Daneluzzi (Latisana) |

|              |           |             |
| Ferrigno 78’ | Marcatori | 64’ Benfari |

| Arbitro: | Alvino (Salerno) |

|                           |           |  |
| Balesini 12’ Provvido 17’ | Marcatori |  |

## Playoff
| Arbitro: | Serena (Bassano del Grappa) |

|                         |           |         |
| Ferrigno 9’ Dionigi 62’ | Marcatori | 7’ Pasa |

| Mantova 12 giugno 1994 Semifinale - Ritorno | Mantova                      | 0 – 0 | Como | Stadio Danilo Martelli\| Arbitro: \| De Prisco (Nocera Inferiore) \| |
| Arbitro:                                    | De Prisco (Nocera Inferiore) |       |      |                                                                      |

| Arbitro: | De Santis (Tivoli) |

|             |           |                              |
| Mezzini 67’ | Marcatori | 24’ (aut.) Bacci 51’ Catelli |

## Coppa Italia
| Arbitro: | Baldas (Trieste) |

|           |           |                          |
| Manzo 63’ | Marcatori | 3’ N. Marangon 78’ Sabau |

## Coppa Italia Serie C
| Como 24 novembre 1993 Sedicesimi - Andata | Como               | 0 – 0 | Solbiatese | Stadio Giuseppe Sinigaglia\| Arbitro: \| Gregori (Piacenza) \| |
| Arbitro:                                  | Gregori (Piacenza) |       |            |                                                                |

| Arbitro: | F. Bizzotto (Castelfranco Veneto) |

|              |           |                          |
| Tirapelle 7’ | Marcatori | 13’ Albertin 74’ Catelli |

| Como 9 gennaio 1994 Ottavi - Andata | Como             | 0 – 0 | Lecco | Stadio Giuseppe Sinigaglia\| Arbitro: \| Nucini (Bergamo) \| |
| Arbitro:                            | Nucini (Bergamo) |       |       |                                                              |

| Arbitro: | Calvi (Milano) |

|           |           |                           |
| Perin 36’ | Marcatori | 1’ Mirabelli 12’ Zappella |

| Arbitro: | Genovese (Avellino) |

|                |           |  |
| Signorotti 10’ | Marcatori |  |

| Arbitro: | Preschern (Mestre) |

|                        |           |                |
| Albertin 10’ Dozio 78’ | Marcatori | 21’ Signorotti |